# Comuna Rakitovo, Pazardjik
Rakitovo (în bulgară Ракитово) este o comună în regiunea Pazardjik, Bulgaria, formată din orașele Kostandovo și Rakitovo și satele  și Dorkovo. 

## Demografie
Componența etnică a comunei Rakitovo
     Romi (15,75%)
     Bulgari (54,66%)
     Nicio identificare (28,96%)
     Turci (0,26%)
     Altele (0,35%)
La recensământul din 2011, populația comunei Rakitovo era de 15.064 locuitori. Din punct de vedere etnic, majoritatea locuitorilor (54,66%) erau bulgari, cu o minoritate de romi (15,75%). Pentru 28,96% din locuitori nu este cunoscută apartenența etnică.